# Calab Law
Calab Law (31 december 2003) is een Australisch atleet, die zich heeft gespecialiseerd in de 100 en 200 meter sprint

## Carrière
In 2022 werd Law geselecteerd om deel te nemen aan de 200 meter op de wereldkampioenschappen atletiek in Eugene. In de series liep hij naar een persoonlijk record, waarmee hij zich plaatste voor de halve finales. In november 2023 won hij twee gouden medailles tijdens de Pacifische Spelen.
In april 2024 werd Law nationaal kampioen op de 200 meter. In mei maakte hij onderdeel uit van de Australische selectie die een ticket voor de Olympische Spelen in Parijs verdiende tijdens de wereldkampioenschappen estafette. Op de Spelen kwalificeerde hij zich niet voor de halve finales op de 200 meter. Samen met Lachlan Kennedy, Jacob Despard en Joshua Azzopardi liep hij een continentaal record in de eerste serie van de 4x100 meter estafette. Hun tijd was echter niet snel genoeg om zich te plaatsen voor de finale.

## Persoonlijke records
| Onderdeel | Prestatie          | Datum            | Plaats   |
| --------- | ------------------ | ---------------- | -------- |
| 100 m     | 10,26 s (+1,4 m/s) | 23 november 2022 | Brisbane |
| 200 m     | 20,42 s (+0,1 m/s) | 3 augustus 2022  | Cali     |
| 400 m     | 49,06 s            | 17 oktober 2021  | Brisbane |